# Theresa Thibodeau
Theresa Thibodeau (Kansas City, Missouri, 1975. június 9. –) republikánus amerikai politikus. 2017 és 2018 között a nebraskai törvényhozás tagja volt.

## Fiatalkora
1975. június 9-én született Kansas Cityben.  A Capistrano Valley High Schoolban érettségizett 1993-ban, majd 1996 és 1998 között a Nebraska Egyetemen tanult, és pszichológiából szerzett diplomát.

## Politikai karrier
Thibodeau-t 2017-ben Pete Ricketts kormányzó nevezte ki Omaha 6. körzetének képviseletére. A hely megüresedett, miután a hivatalban lévő republikánus Joni Craighead lemondott. Thibodeau beadta a jelentkezését a posztra, viszont a demokrata Machaela Cavanaugh legyőzte a 2018-as félidős választásokon.
Thibodeau jelöltette magát a 2022-es nebraskai kormányzóválasztáson. A negyedik helyen végzett a szavazatok 6,05%-ával, Jim Pillen (33,75%), Charles Herbster (30,13%) és Brett Lindstrom (25,68%) mögött.

## Magánélet
Férjével, Joseph Thibodeau-val él. Két lányuk és egy fiuk van.

## Fordítás
Ez a szócikk részben vagy egészben  a   Theresa Thibodeau című angol Wikipédia-szócikk ezen változatának fordításán alapul.  Az eredeti cikk szerkesztőit annak laptörténete sorolja fel. Ez a jelzés csupán a megfogalmazás eredetét és a szerzői jogokat jelzi, nem szolgál a cikkben szereplő információk forrásmegjelöléseként.